# Добромири
Добромири (на македонска литературна норма: Добромири) е село в южната част на Северна Македония, община Новаци.

## География
Селото е разположено в западните склонове на Селечката планина на около 15 километра източно от град Битоля.

## История
В XIX век Добромири е изцяло българско село в Битолска кааза на Османската империя. Църквата в селото „Свети Никола“ е изградена в 1886 година.
Според статистиката на Васил Кънчов („Македония. Етнография и статистика“) от 1900 година Добромиръ има 416 жители, всички българи християни.
На Етнографската карта на Битолския вилает на Картографския институт в София от 1901 година Добромир е чисто българско село в Битолската каза на Битолския санджак с 40 къщи.
На 9 юли 1905 година чета на ВМОРО, начело с войводата Трайко Краля, измъчва и убива пет патриаршистки жители на Добромири - Стоян Илиев, Карамфил Николов, Димо Йосифов, Христо Илиев и Трифон, и в селото пристигат гръцките дипломати Филипос Кондогурис и Ламброс Коромилас.
По данни на секретаря на Българската екзархия Димитър Мишев („La Macédoine et sa Population Chrétienne“) в 1905 година в Добромири има 216 българи екзархисти.
Според преброяването от 2002 година селото има 345 жители, от тях 344 северномакедонци и един влах.
| Националност     | Всичко |
| северномакедонци | 344    |
| албанци          | 0      |
| турци            | 0      |
| роми             | 0      |
| власи            | 1      |
| сърби            | 0      |
| бошняци          | 0      |
| други            | 0      |

- Гъркоманин от Добромири, убит от българския войвода Димко Сарванов
- Убитите в Добромири на 9 май 1905 г. от войводата Трайко

## Личности
Родени в Добромири
- Яни Бошев, български опълченец, ІV опълченска дружина, умрял преди 1918 г.[8]